# 颱風妮娜 (1987年)
颱風蓮娜 (英語：Typhoon Nina, PAGASA: Sisang) 是1987年太平洋颱風季的一個熱帶氣旋，這個颱風在11月25號以5級颱風的強度的登陸菲律賓後進入南中國海，並恢復3級颱風的強度。不過，它在在南中國海北部遇上當時最強烈的西伯利亞寒流（北風潮），使香港的氣溫由攝氏26度急速下降至8度，創下香港氣候觀測史上最大的24小時降溫紀錄，同時，蓮娜很快減弱並轉南移動，在兩天後消散。

## 影響

### 葡屬澳門
- 當地發出之最高熱帶氣旋信號： 一號風球

## 相关條目
- 1987年太平洋颱風季